# Borja Sainz
Borja Sainz Eguskiza (Leioa, 21 februari 2001) is een Spaans voetballer die bij voorkeur als vleugelaanvaller speelt. Hij verruilde Norwich City in de zomer van 2025 voor FC Porto.

## Clubcarrière

### Deportivo Alavés
Sainz speelde in de jeugdopleiding van Athletic Bilbao en maakte in 2017 de overstap naar Deportivo Alavés, waar hij in de jeugd ging spelen. Twee jaar later werd hij overgeheveld naar het eerste elftal. Op 25 augustus 2019 maakte hij tegen Espanyol zijn debuut in het profvoetbal en voor Alavés. Op 18 juni 2020 scoorde hij tegen Real Sociedad zijn eerste doelpunt voor de club in zijn tweede basisplaats in de Primera División. Hij speelde in negentien competitiewedstrijden mee in zijn eerste jaar en 21 in zijn tweede. 

### Real Zaragoza
In de zomer van 2021 werd Sainz voor een seizoen verhuurd aan Real Zaragoza, dat een niveau lager uitkwam in de Segunda División. Hij kwam daar tot drie goals in 32 competitiewedstrijden. Vervolgens keerde hij terug bij Deportivo Alavés, waar hij na 44 wedstrijden transfervrij mocht vertrekken.

### Giresunspor
Sainz trok in de zomer van 2022 transfervrij naar het Turkse Giresunspor. Hij scoorde twee keer in zijn eerste twee wedstrijden voor de club tegen Adana Demirspor en Galatasaray. Op 12 november scoorde hij beide goals in een 1-2 overwinning tegen Fenerbahçe SK. Hij scoorde tien goals in 34 wedstrijden dat seizoen, maar degradeerde aan het einde van het seizoen uit de Süper Lig.

### Norwich City
Na de degradatie trok hij transfervrij naar Norwich City, dat op het tweede niveau van Engeland uitkwam. Op 30 september maakte hij tegen Birmingham City zijn debuut voor Norwich. Zijn eerste goal volgde op 13 december tegen Sheffield Wednesday. Na een vijfde plek in de EFL Championship verloor Sainz met Norwich de eerste ronde van de play-offs om promotie van Leeds United. Zelf was hij goed voor acht goals dat seizoen.
In zijn tweede seizoen in de Championship werd Sainz met één goal minder dan Joël Piroe van Leeds tweede topscorer van de competitie. Hij scoorde achttien keer. Zo scoorde hij tweemaal een hattrick: tegen Derby County (2-3) op 28 september en tegen Plymouth Argyle (6-1) op 26 november. Vooral in de eerste achttien speelrondes was hij op dreef: toen scoorde hij liefst vijftien goals. Met een veertiende plek had Norwich geen grote rol in de competitie dat jaar.

### FC Porto
In de zomer van 2025 werd Sainz voor 13,3 miljoen euro verkocht aan FC Porto, waar hij een contract tekende voor vijf seizoenen tot de zomer van 2030. Hij maakte op 11 augustus tegen Vitoria Guimaraes zijn debuut voor de club en gaf direct een assist op de 1-0 van Pepê.

## Clubstatistieken
| Seizoen | Club             | Competitie       | Competitie | Competitie | Beker | Beker | Overig | Overig | Totaal | Totaal |
| Seizoen | Club             | Competitie       | Wed.       | Dlp.       | Wed.  | Dlp.  | Dlp.   | Dlp.   | Wed.   | Dlp.   |
| ------- | ---------------- | ---------------- | ---------- | ---------- | ----- | ----- | ------ | ------ | ------ | ------ |
| 2019/20 | Deportivo Alavés | Primera División | 19         | 1          | 1     | 0     | –      | –      | 20     | 1      |
| 2020/21 | Deportivo Alavés | Primera División | 21         | 1          | 3     | 0     | –      | –      | 24     | 1      |
| 2021/22 | → Real Zaragoza  | Segunda División | 32         | 3          | 3     | 0     | –      | –      | 35     | 3      |
| 2022/23 | Giresunspor      | Süper Lig        | 32         | 9          | 2     | 1     | –      | –      | 34     | 10     |
| 2023/24 | Norwich City     | Championship     | 33         | 6          | 4     | 2     | 2      | 0      | 39     | 8      |
| 2024/25 | Norwich City     | Championship     | 41         | 18         | 2     | 1     | –      | –      | 43     | 19     |
| 2025/26 | FC Porto         | Primeira Liga    | 0          | 0          | 0     | 0     | 0      | 0      | 0      | 0      |
| Totaal  | Totaal           | Totaal           | 37         | 0          | 4     | 0     | 1      | 0      | 42     | 0      |

Bijgewerkt t/m 14 augustus 2025.

## Interlandcarrière
Sainz speelde vijf interlands voor Spanje onder 19, waarin hij drie goals maakte.